# Liste des législatures provinciales d'Argentine
Les législatures provinciales d'Argentine sont les organes du pouvoir législatif de chaque province fédérée de la République argentine. Chaque province possède soit une législature utilisant un système bicaméral — composé d'une chambre des députés et une des sénateurs —, soit un système monocaméral. En 2020, 16 des 24 provinces ont des législatures monocamérales, à l'instar de tous les autres conseils délibérants des subdivisions inférieures du pays. Dans les provinces Mendoza, Salta et Catamarca, des réformes constitutionnelles ont été entamés pour faire place à des législatures monocamérales,,.

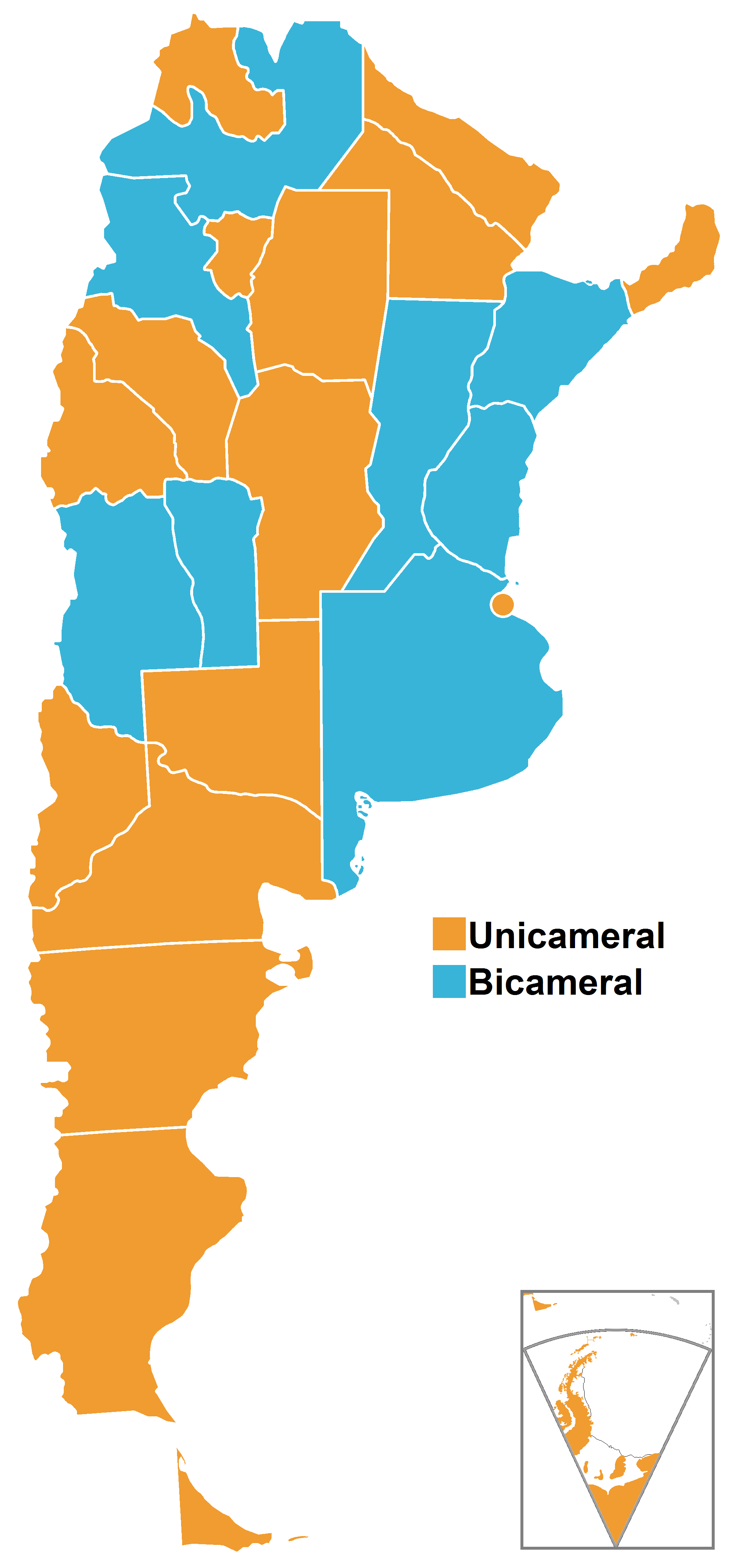
Forme des législatures des provinces argentines.

Le nombre total de législateurs provinciaux en Argentine est de 1 199. Les élections provinciales ont lieu en même temps que les élections législatives au niveau national. Les provinces décide de manière autonome si la date des élections provinciales coïncide avec les élections nationales ou non. Dans certaines provinces, la constitution dispose que les deux dates ne peuvent pas avoir lieu à la même date.

## Composition par provinces
| Province                                              | Législature               | Législature               | Chambre     | Sièges | Mandat (années) | Renouvellement            | Système électoral                                                                                              | Circonscription électoral |
| ----------------------------------------------------- | ------------------------- | ------------------------- | ----------- | ------ | --------------- | ------------------------- | --- | ------------------------- |
| Buenos Aires                                          | Législature               | Chambre des députés       | Basse       | 92     | 4               | Par moitié tous les 2 ans | Représentation proportionnelle                                                                                 | Sections électorales      |
| Buenos Aires                                          | Législature               | Sénat                     | Haute       | 46     | 4               | Par moitié tous les 2 ans | Représentation proportionnelle                                                                                 | Sections électorales      |
| Ville autonome de Buenos Aires                        | Législature               | Législature               | Monocaméral | 60     | 4               | Par moitié tous les 2 ans | Représentation proportionnelle                                                                                 | Capitale fédérale         |
| Catamarca                                             | Législature               | Chambre des députés       | Basse       | 41     | 4               | Par moitié tous les 2 ans | Représentation proportionnelle                                                                                 | Province                  |
| Catamarca                                             | Législature               | Sénat                     | Haute       | 16     | 4               | Par moitié tous les 2 ans | Uninominal majoritaire à un tour                                                                               | Départements              |
| Chaco                                                 | Chambre des députés       | Chambre des députés       | Monocaméral | 32     | 4               | Par moitié tous les 2 ans | Représentation proportionnelle                                                                                 | Province                  |
| Chubut                                                | Législature               | Législature               | Monocaméral | 27     | 4               | Complet                   | - 11 : Représentation proportionnelle - 16 : prime majoritaire                                                 | Province                  |
| Córdoba                                               | Législature               | Législature               | Monocaméral | 70     | 4               | Complet                   | Vote parallèle :                                                                                               | Vote parallèle :          |
| Córdoba                                               | Législature               | Législature               | Monocaméral | 70     | 4               | Complet                   | 44 : Représentation proportionnelle                                                                            | Province                  |
| Córdoba                                               | Législature               | Législature               | Monocaméral | 70     | 4               | Complet                   | 26 : Uninominal majoritaire à un tour                                                                          | Départements              |
| Corrientes                                            | Législature               | Chambre des députés       | Basse       | 30     | 4               | Par moitié tous les 2 ans | Représentation proportionnelle                                                                                 | Province                  |
| Corrientes                                            | Législature               | Sénat                     | Haute       | 15     | 6               | Par tiers tous les 2 ans  | Représentation proportionnelle                                                                                 | Province                  |
| Entre Ríos                                            | Législature               | Chambre des députés       | Basse       | 34     | 4               | Complet                   | - 16 : Représentation proportionnelle - 18 : prime majoritaire                                                 | Province                  |
| Entre Ríos                                            | Législature               | Sénat                     | Haute       | 17     | 4               | Complet                   | Uninominal majoritaire à un tour                                                                               | Départements              |
| Formosa                                               | Chambre des députés       | Chambre des députés       | Monocaméral | 30     | 4               | Par moitié tous les 2 ans | Liste incomplète. 2/3 de sièges pour le parti le plus voté, 1/3 de sièges pour le deuxième parti le plus voté. | Province                  |
| Jujuy                                                 | Législature               | Législature               | Monocaméral | 48     | 4               | Par moitié tous les 2 ans | Représentation proportionnelle                                                                                 | Province                  |
| La Pampa                                              | Chambre des députés       | Chambre des députés       | Monocaméral | 30     | 4               | Complet                   | Représentation proportionnelle                                                                                 | Province                  |
| La Rioja                                              | Législature               | Législature               | Monocaméral | 36     | 4               | Par moitié tous les 2 ans | 24 : Représentation proportionnelle                                                                            | Départements              |
| La Rioja                                              | Législature               | Législature               | Monocaméral | 36     | 4               | Par moitié tous les 2 ans | 12 : Uninominal majoritaire à un tour                                                                          | Départements              |
| Mendoza                                               | Législature               | Chambre des députés       | Basse       | 48     | 4               | Par moitié tous les 2 ans | Représentation proportionnelle                                                                                 | Districts électoraux      |
| Mendoza                                               | Législature               | Sénat                     | Haute       | 38     | 4               | Par moitié tous les 2 ans | Représentation proportionnelle                                                                                 | Districts électoraux      |
| Misiones                                              | Chambre des représentants | Chambre des représentants | Monocaméral | 40     | 4               | Par moitié tous les 2 ans | Représentation proportionnelle                                                                                 | Province                  |
| Neuquén                                               | Législature               | Législature               | Monocaméral | 35     | 4               | Complet                   | Représentation proportionnelle                                                                                 | Province                  |
| Río Negro                                             | Législature               | Législature               | Monocaméral | 46     | 4               | Complet                   | Vote parallèle :                                                                                               | Vote parallèle :          |
| Río Negro                                             | Législature               | Législature               | Monocaméral | 46     | 4               | Complet                   | 22 : Représentation proportionnelle                                                                            | Province                  |
| Río Negro                                             | Législature               | Législature               | Monocaméral | 46     | 4               | Complet                   | 24 : Uninominal majoritaire à un tour                                                                          | Circuits électoraux       |
| Salta                                                 | Législature               | Chambre des députés       | Basse       | 60     | 4               | Par moitié tous les 2 ans | 47 : Représentation proportionnelle                                                                            | Départements              |
| Salta                                                 | Législature               | Chambre des députés       | Basse       | 60     | 4               | Par moitié tous les 2 ans | 13 : Uninominal majoritaire à un tour                                                                          | Départements              |
| Salta                                                 | Législature               | Sénat                     | Haute       | 23     | 4               | Par moitié tous les 2 ans | Uninominal majoritaire à un tour                                                                               | Départements              |
| San Juan                                              | Chambre des députés       | Chambre des députés       | Monocaméral | 36     | 4               | Complet                   | Vote parallèle :                                                                                               | Vote parallèle :          |
| San Juan                                              | Chambre des députés       | Chambre des députés       | Monocaméral | 36     | 4               | Complet                   | 17 : Représentation proportionnelle                                                                            | Province                  |
| San Juan                                              | Chambre des députés       | Chambre des députés       | Monocaméral | 36     | 4               | Complet                   | 19 : Uninominal majoritaire à un tour                                                                          | Départements              |
| San Luis                                              | Législature               | Chambre des députés       | Basse       | 43     | 4               | Par moitié tous les 2 ans | Représentation proportionnelle                                                                                 | Départements              |
| San Luis                                              | Législature               | Sénat                     | Haute       | 9      | 4               | Par moitié tous les 2 ans | Représentation proportionnelle                                                                                 | Départements              |
| Santa Cruz                                            | Chambre des députés       | Chambre des députés       | Monocaméral | 24     | 4               | Complet                   | Vote parallèle :                                                                                               | Vote parallèle :          |
| Santa Cruz                                            | Chambre des députés       | Chambre des députés       | Monocaméral | 24     | 4               | Complet                   | 10 : Représentation proportionnelle                                                                            | Province                  |
| Santa Cruz                                            | Chambre des députés       | Chambre des députés       | Monocaméral | 24     | 4               | Complet                   | 14 : Uninominal majoritaire à un tour                                                                          | Municipalités             |
| Santa Fe                                              | Législature               | Chambre des députés       | Basse       | 50     | 4               | Complet                   | - 22 : Représentation proportionnelle - 28 : prime majoritaire                                                 | Province                  |
| Santa Fe                                              | Législature               | Sénat                     | Haute       | 19     | 4               | Complet                   | Uninominal majoritaire à un tour                                                                               | Départements              |
| Santiago del Estero                                   | Chambre des députés       | Chambre des députés       | Monocaméral | 40     | 4               | Complet                   | Représentation proportionnelle                                                                                 | Province                  |
| Terre de Feu, Antarctique et Îles de l'Atlantique Sud | Législature               | Législature               | Monocaméral | 15     | 4               | Complet                   | Représentation proportionnelle                                                                                 | Province                  |
| Tucumán                                               | Législature               | Législature               | Monocaméral | 49     | 4               | Complet                   | Représentation proportionnelle                                                                                 | Sections électorales      |